# Mainfranken-Thüringen-Express
| Mainfranken-Thüringen-Express fährt, von Erfurt kommend, in den Bahnhof Grimmenthal ein |          |                                 |                                 |
| Streckenlänge: | 207 km   |                                 |                                 |
| Streckengeschwindigkeit: | 160 km/h |                                 |                                 |
| |          |                                 |                                 |
| Verlauf |          |                                 |                                 |
| \| \| 0 \| Würzburg Hbf \| Würzburg Hbf \| \| \| 44 \| Schweinfurt Hbf \| Schweinfurt Hbf \| \| \| 47 \| Oberwerrn (einzelner Zug) \| Oberwerrn (einzelner Zug) \| \| \| 54 \| Poppenhausen (einzelner Zug) \| Poppenhausen (einzelner Zug) \| \| \| 58 \| Ebenhausen (Unterfr) \| Ebenhausen (Unterfr) \| \| \| 63 \| Rottershausen (einzelner Zug) \| Rottershausen (einzelner Zug) \| \| \| 73 \| Münnerstadt \| Münnerstadt \| \| \| 76 \| Burglauer (einzelner Zug) \| Burglauer (einzelner Zug) \| \| \| 83 \| Bad Neustadt (Saale) \| Bad Neustadt (Saale) \| \| \| 97 \| Mellrichstadt Bf \| Mellrichstadt Bf \| \| \| 108 \| Rentwertshausen (einzelne Züge) \| Rentwertshausen (einzelne Züge) \| \| \| 123 \| Grimmenthal \| Grimmenthal \| \| \| 130 \| Rohr (Thür) (einzelner Zug) \| Rohr (Thür) (einzelner Zug) \| \| \| 143 \| Suhl \| Suhl \| \| \| 149 \| Zella-Mehlis \| Zella-Mehlis \| \| \| 154 \| Oberhof (Thür) (bis 2017) \| Oberhof (Thür) (bis 2017) \| \| \| 170 \| Gräfenroda (einzelne Züge) \| Gräfenroda (einzelne Züge) \| \| \| 176 \| Plaue (Thür) \| Plaue (Thür) \| \| \| 184 \| Arnstadt Hbf \| Arnstadt Hbf \| \| \| 194 \| Neudietendorf \| Neudietendorf \| \| \| 207 \| Erfurt Hbf \| Erfurt Hbf \| |          |                                 |                                 |
| Kopfbahnhof Streckenanfang | 0        | Würzburg Hbf                    | Würzburg Hbf                    |
| Spitzkehrbahnhof rechts | 44       | Schweinfurt Hbf                 | Schweinfurt Hbf                 |
| Bahnhof | 47       | Oberwerrn (einzelner Zug)       | Oberwerrn (einzelner Zug)       |
| Haltepunkt / Haltestelle | 54       | Poppenhausen (einzelner Zug)    | Poppenhausen (einzelner Zug)    |
| Bahnhof | 58       | Ebenhausen (Unterfr)            | Ebenhausen (Unterfr)            |
| Haltepunkt / Haltestelle | 63       | Rottershausen (einzelner Zug)   | Rottershausen (einzelner Zug)   |
| Bahnhof | 73       | Münnerstadt                     | Münnerstadt                     |
| Haltepunkt / Haltestelle | 76       | Burglauer (einzelner Zug)       | Burglauer (einzelner Zug)       |
| Bahnhof | 83       | Bad Neustadt (Saale)            | Bad Neustadt (Saale)            |
| Bahnhof | 97       | Mellrichstadt Bf                | Mellrichstadt Bf                |
| Bahnhof | 108      | Rentwertshausen (einzelne Züge) | Rentwertshausen (einzelne Züge) |
| Bahnhof | 123      | Grimmenthal                     | Grimmenthal                     |
| Haltepunkt / Haltestelle | 130      | Rohr (Thür) (einzelner Zug)     | Rohr (Thür) (einzelner Zug)     |
| Bahnhof | 143      | Suhl                            | Suhl                            |
| Bahnhof | 149      | Zella-Mehlis                    | Zella-Mehlis                    |
| ehemaliger Bahnhof | 154      | Oberhof (Thür) (bis 2017)       | Oberhof (Thür) (bis 2017)       |
| Bahnhof | 170      | Gräfenroda (einzelne Züge)      | Gräfenroda (einzelne Züge)      |
| Bahnhof | 176      | Plaue (Thür)                    | Plaue (Thür)                    |
| Bahnhof | 184      | Arnstadt Hbf                    | Arnstadt Hbf                    |
| Bahnhof | 194      | Neudietendorf                   | Neudietendorf                   |
| Kopfbahnhof Streckenende | 207      | Erfurt Hbf                      | Erfurt Hbf                      |

Der Mainfranken-Thüringen-Express ist ein Regional-Express-Zuglauf zwischen der unterfränkischen Regierungsbezirkshauptstadt Würzburg und der thüringischen Landeshauptstadt Erfurt. Er wird von DB Regio betrieben und trägt die Liniennummer RE 7.

## Strecke und Bahnhöfe

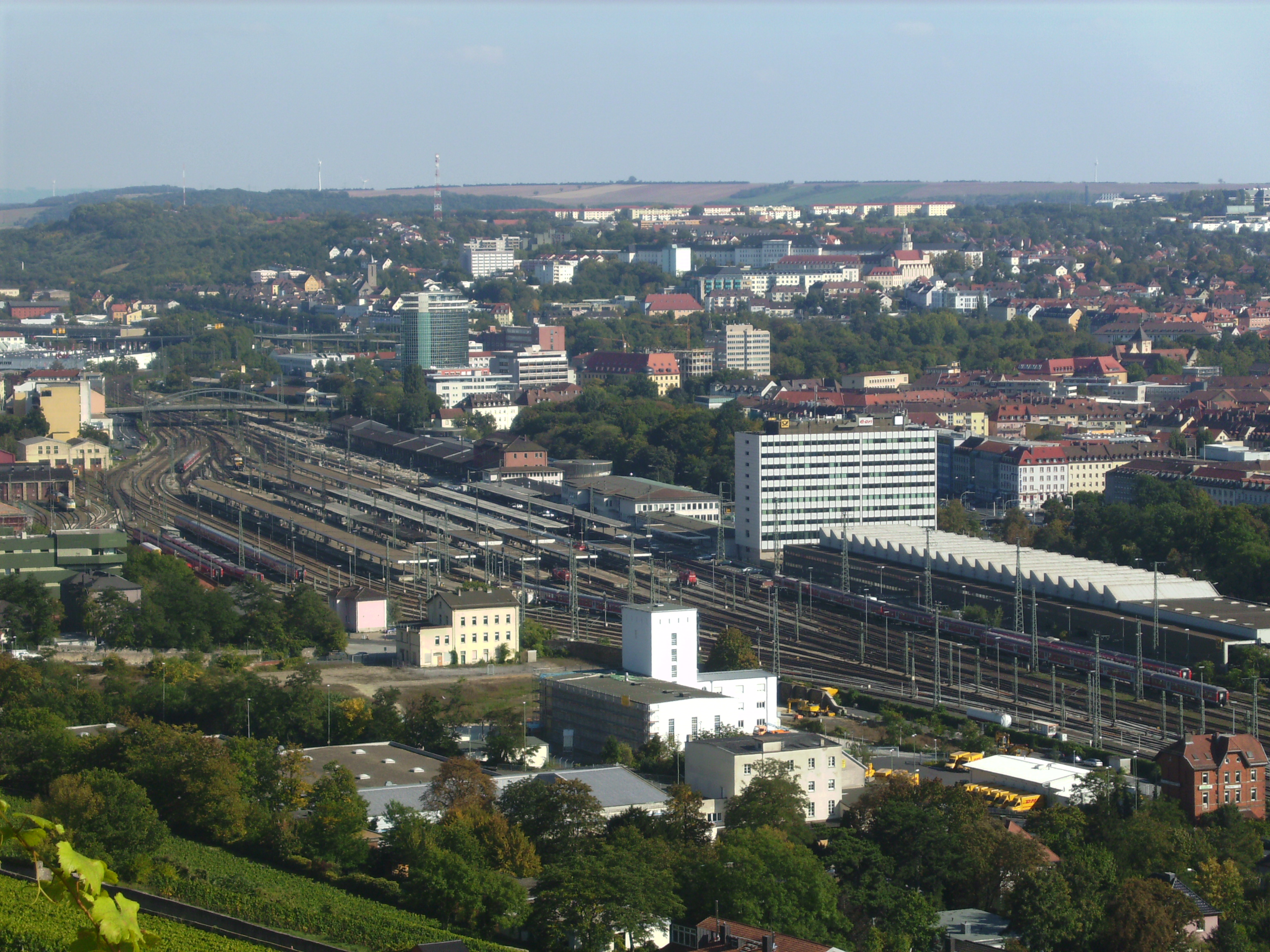
Hauptbahnhof Würzburg

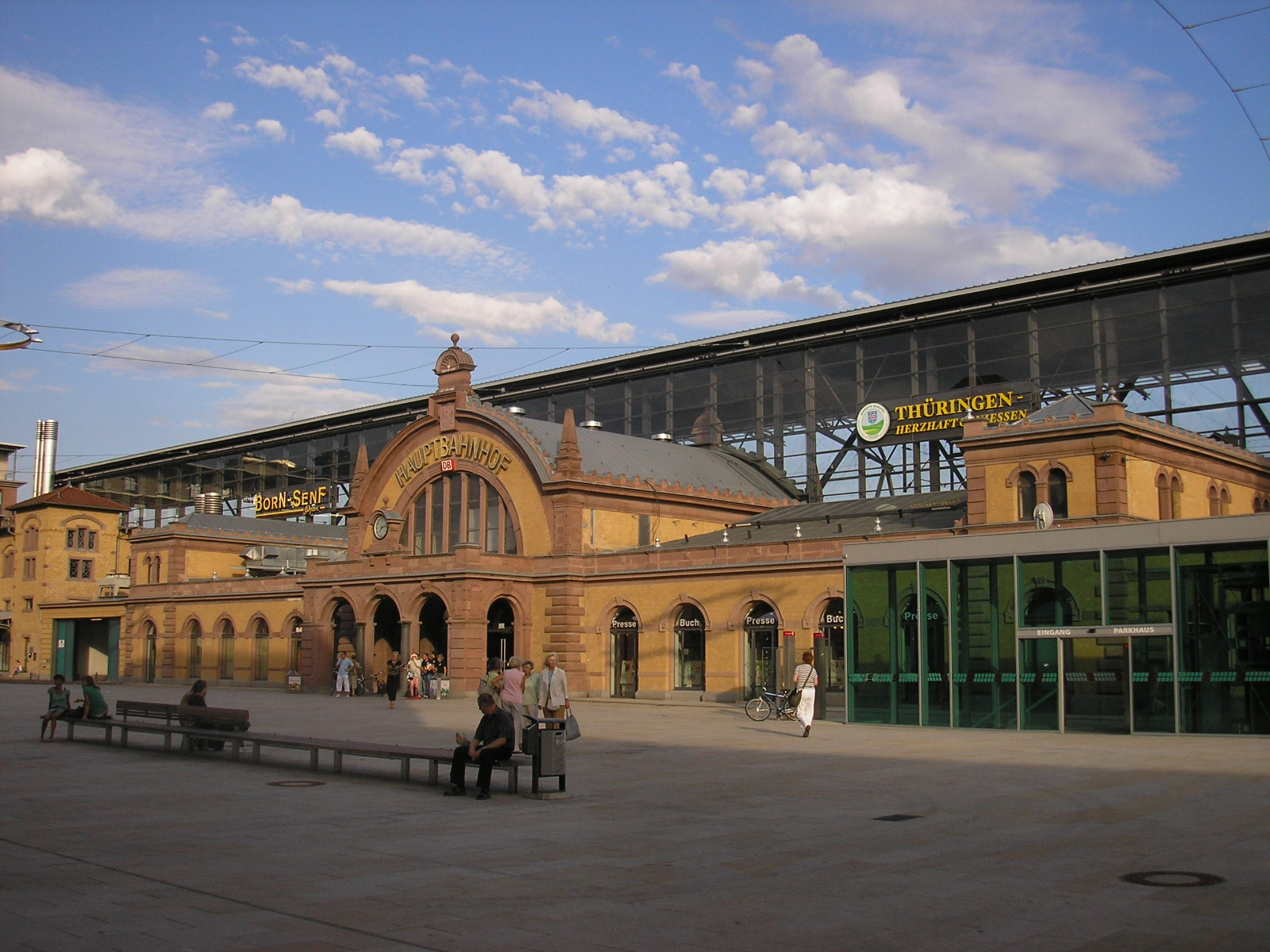
Hauptbahnhof Erfurt

Mit acht Zugpaaren täglich bewältigt der Mainfranken-Thüringen-Express im Zweistundentakt die Verbindung zwischen Würzburg und Erfurt in einer Fahrzeit von zwei Stunden und 20 Minuten in beiden Richtungen. Die 207 Kilometer lange Strecke befindet sich jeweils etwa zur Hälfte in Bayern und Thüringen.
Folgende Orte werden bei jeder Fahrt bedient: Würzburg, Schweinfurt, Ebenhausen, Münnerstadt, Bad Neustadt an der Saale, Mellrichstadt, Grimmenthal, Suhl, Zella-Mehlis, Plaue, Arnstadt, Neudietendorf, Erfurt. Bis zur Schließung des Bahnhofs in Oberhof im Dezember 2017 wurde auch dieser bei jeder Fahrt bedient. An Tagesrandzeiten hält der Regional-Express zusätzlich in Burglauer (einmal morgens Richtung Würzburg), Rottershausen (einmal morgens Richtung Würzburg), Poppenhausen (einmal morgens Richtung Würzburg), Oberwerrn (einmal morgens Richtung Würzburg), Rentwertshausen (je einmal morgens und abends Richtung Erfurt und einmal morgens Richtung Würzburg), Rohr (einmal morgens Richtung Würzburg) sowie vereinzelt in Gräfenroda. Zwischen dem Bahnhof Grimmenthal und dem sieben Kilometer entfernten Bahnhof Meiningen verkehren im Zweistundentakt Zubringerzüge der Süd-Thüringen-Bahn (STB), die den direkten Anschluss der Kreisstadt Meiningen an den Mainfranken-Thüringen-Express herstellen.
Das Angebot wird in den Teilabschnitten Würzburg–Schweinfurt sowie Neudietendorf–Erfurt durch andere versetzt angeordnete Regional-Express-Linien auf einen Stundentakt verdichtet. Weiterhin verkehren auf dem Abschnitt Erfurt–Grimmenthal sechs Zugpaare des RE 50 Erfurt–Meiningen der Süd-Thüringen-Bahn. Da die Regional-Express-Züge nicht alle Stationen bedienen, werden sie mit Regionalbahnen auf den Streckenabschnitten Würzburg–Schweinfurt–(Bad Kissingen) mit der DB Regio Franken, Schweinfurt–Ritschenhausen–(Meiningen) mit der Erfurter Bahn (Unterfranken-Shuttle) und (Meiningen)–Grimmenthal–Erfurt mit der Süd-Thüringen-Bahn ergänzt.

### Befahrene Strecken
- Würzburg–Rottendorf
- Bahnstrecke Rottendorf–Bamberg, Abschnitt Rottendorf–Schweinfurt
- Bahnstrecke Schweinfurt–Meiningen, Abschnitt Schweinfurt–Ritschenhausen
- Bahnstrecke Ritschenhausen–Neudietendorf
- Bahnstrecke Halle–Bebra, Abschnitt Neudietendorf–Erfurt

## Fahrzeuge
Auf dem Mainfranken-Thüringen-Express kommen ausschließlich Dieseltriebwagen der Baureihe 612 mit Neigetechnik zum Einsatz. Die Züge starten in Würzburg in Dreifachtraktion, der vordere (ab Schweinfurt hintere) Triebwagen wird bereits in Ebenhausen (Unterfr) von den beiden übrigen getrennt und fährt von dort weiter nach Bad Kissingen.
Da der Regional-Express für die etwa 200 Kilometer lange Strecke einst zwei Stunden und 45 Minuten benötigte, war er – insbesondere nach der kompletten Inbetriebnahme der Bundesautobahn 71 zwischen Schweinfurt und Erfurt – nicht sehr wettbewerbsfähig im Vergleich zum Auto gewesen. Um die Fahrtzeit zu beschleunigen, wurde die Strecke bis Ende 2008 für bogenschnelles Fahren ausgebaut, womit abschnittsweise Geschwindigkeiten von bis zu 160 km/h möglich sind und die Fahrtzeit beispielsweise zwischen Grimmenthal und Erfurt um rund 20 Minuten gesenkt werden konnte. Nach im August 2004 festgestellten Radsatzrissen musste bis auf weiteres die Neigetechnik abgeschaltet bleiben, seit Ende 2005 wurde sie jedoch sukzessive wieder in Betrieb genommen. Seit Dezember 2006 können alle Züge des Mainfranken-Thüringen-Express auf den dafür ausgebauten Streckenabschnitten wieder bogenschnell fahren. Seit dem Fahrplanwechsel im Dezember 2008 benötigte der Mainfranken-Thüringen-Express nun eine Fahrzeit von zwei Stunden 20 Minuten bis zwei Stunden und 26 Minuten, seit dem Fahrplanwechsel am 9. Dezember 2012 sind es zwei Stunden 21 Minuten bis zwei Stunden 22 Minuten.
Nachdem die Dieseltriebwagen der Baureihe 612 den Fahrgästen verstärkt Probleme bereiteten, wurden Ende 2009 vorübergehend einige Zugläufe des Mainfranken-Thüringen-Express durch lokbespannte Züge ersetzt. Jene Züge verkehrten jedoch nur von Erfurt Hauptbahnhof bis Schweinfurt Hauptbahnhof. Zum Einsatz kamen Diesellokomotiven der Baureihe 232. Als Wagenmaterial dienten verkehrsrote n-Wagen. Zusätzlich befand sich meist noch ein Wagen des Thüringer Traditionsvereins am Zug. Zum Fahrplanwechsel am 13. Dezember 2009 wurde dieser Ersatzverkehr wieder eingestellt. Seither werden wieder alle Regional-Express-Zugläufe von Dieseltriebwagen der Baureihe 612 übernommen. Alle Züge der Linie RE7 verkehren nun auch wieder von Erfurt Hauptbahnhof bis Würzburg Hauptbahnhof.